# Pretemporada

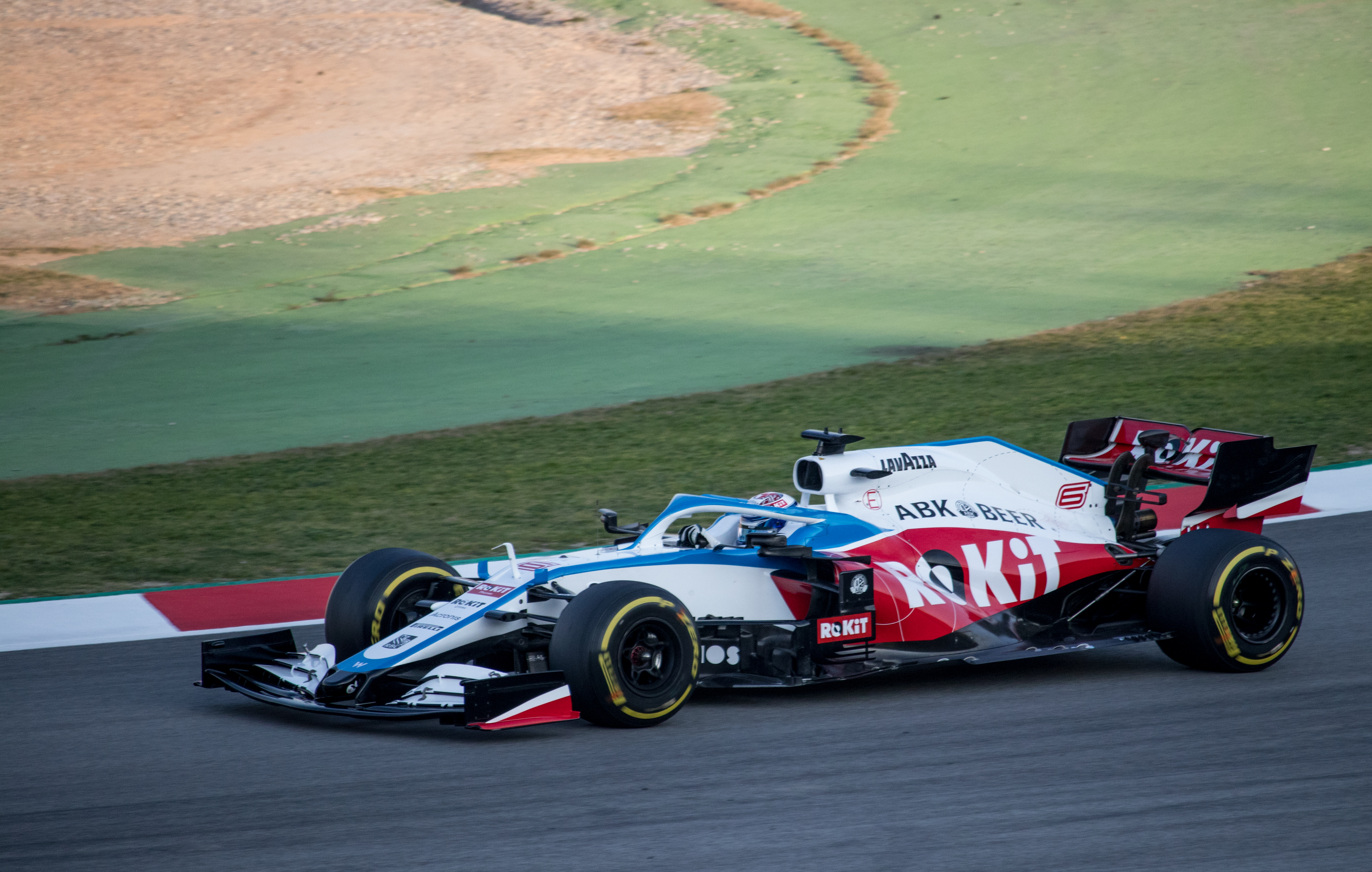
Nicholas Latifi en la pretemporada de Fórmula 1 de 2020.

En deporte, la pretemporada consiste en el período precedente al comienzo de la temporada oficial deportiva. Es habitual en determinados deportes como el fútbol, el baloncesto, el fútbol americano, el ciclismo o los deportes de motor como el automovilismo o el motociclismo. Consiste en una etapa de preparación previa al calendario competitivo, donde el atleta, jugador o deportista entrena y se prepara antes de volver a competir. En función de cada torneo o competición, esta puede transcurrir en los meses de verano o en los meses de invierno.
En el fútbol, este receso suele emplearse para probar jugadores jóvenes ascendidos de la cantera y del equipo filial, así como los nuevos fichajes. En los deportes de motor, este período es utilizado para testear los vehículos que competirán en la temporada.